# Били (Приморска Сена)
Били (фр. Bully) насеље је и општина у северној Француској у региону Горња Нормандија, у департману Приморска Сена која припада префектури Дјеп.
По подацима из 2011. године у општини је живело 891 становника, а густина насељености је износила 45,37 становника/km². Општина се простире на површини од 19,64 km². Налази се на средњој надморској висини од 110 метара (максималној 236 m, а минималној 76 m).

## Демографија
| 1962. | 1968. | 1975. | 1982. | 1990. | 1999. | 2011. |
| ----- | ----- | ----- | ----- | ----- | ----- | ----- |
| 566   | 653   | 610   | 633   | 677   | 792   | 891   |

График промене броја становника у току последњих година